# آنری گیسول
آنری گیسول (فرانسوی: Henri Guisol‎؛ ۱۲ اکتبر ۱۹۰۴ – ۱۱ مهٔ ۱۹۹۴) هنرپیشه اهل فرانسه بود.
از فیلم‌هایی که وی در آن نقش داشته‌است، می‌توان به جرم موسیو لانگه، زن هرزه، پاریس همیشه پاریس است، تئودورا، ملکه زرخرید و کنت دو مونت-کریستو اشاره کرد.